# Kristianstad (commune)

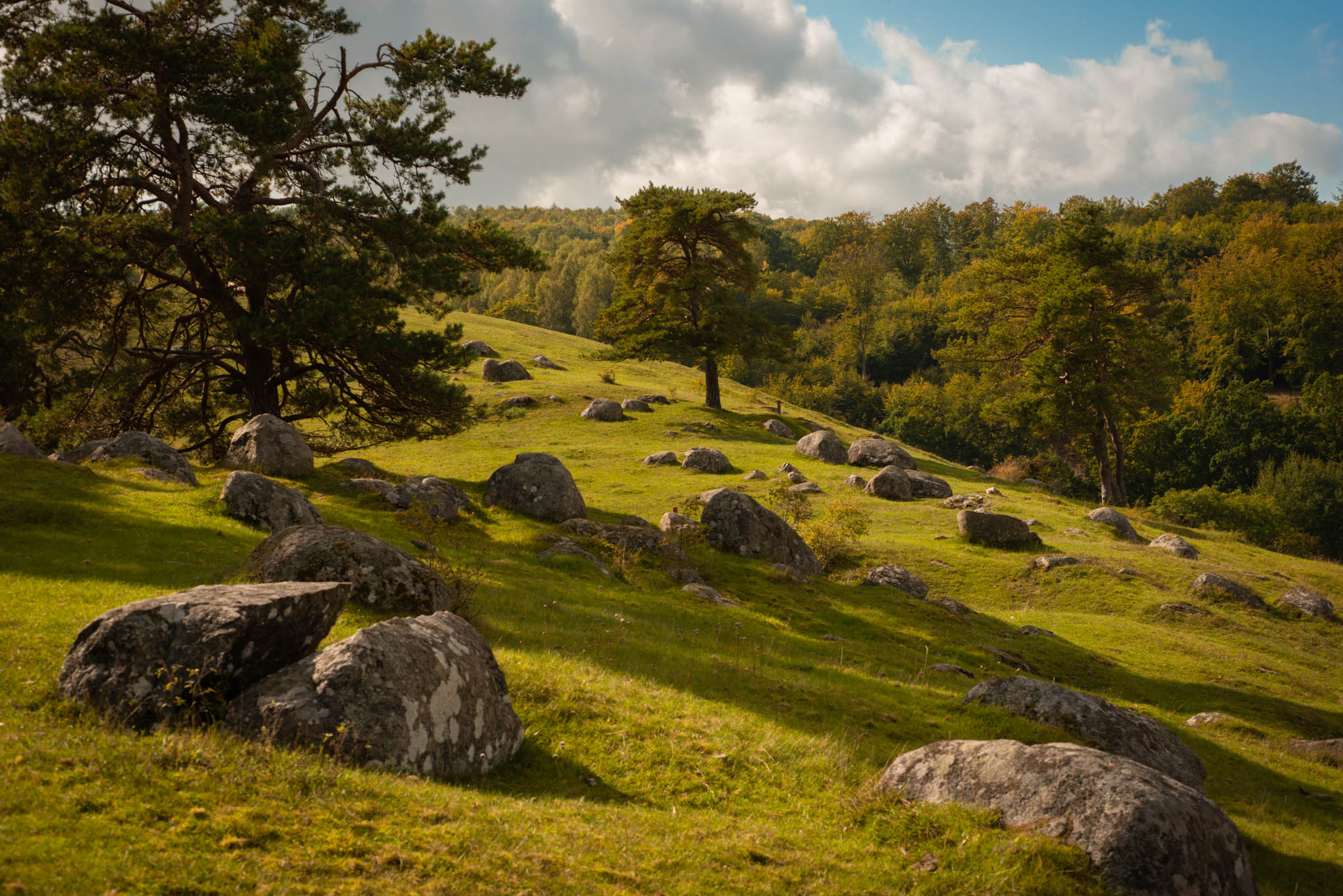
Dans la réserve naturelle de Degeberga backar à Kristianstad. Septembre 2021.

La commune de Kristianstad est une commune suédoise du comté de Skåne. 86 755 personnes y vivent (2023). Son chef-lieu est Kristianstad.

## Localités principales
| - Åhus - Arkelstorp - Balsby - Bäckaskog - Degeberga - Everöd - Fjälkinge - Färlöv - Gärds Köpinge - Hammar - Hammarslund - Huaröd - Kristianstad | - Linderöd - Norra Åsum - Önnestad - Österslöv - Östra Sönnarslöv - Ovesholm - Rinkaby - Tollarp - Torsebro - Viby - Vinnö - Vittskövle - Yngsjö |

## Jumelages
- Rendsburg (Allemagne) depuis 1992[1]